# Пудвай
Пудва́й (рос. Пудвай) — присілок в Глазовському районі Удмуртії, Росія.

## Населення
Населення — 81 особа (2010; 109 в 2002).
Національний склад станом на 2002 рік:
- удмурти — 96 %

## Урбаноніми[3]
- вулиці — Нагірна, Північна, Центральна